# Sagrado Coração de Maria (título cardinalício)
Sagrado Coração de Maria (em latim, Sacri Cordis Baetae Mariae Virginis ad Forum Euclidis) é um título cardinalício instituído, em 5 de fevereiro de 1965 pelo Papa Paulo VI, pela constituição apostólica Sacrum Patrum Cardinalium. Sua igreja titular é Sacro Cuore Immacolato di Maria.

## Titulares protetores
- Ángel Herrera Oria (1965-1968)
- Arcadio María Larraona Saralegui, C.M.F. (1969-1973)
- Lawrence Trevor Picachy, S.J. (1976-1992)
- Julius Riyadi Darmaatmadja, S.J. (1994-)